# 보신탕

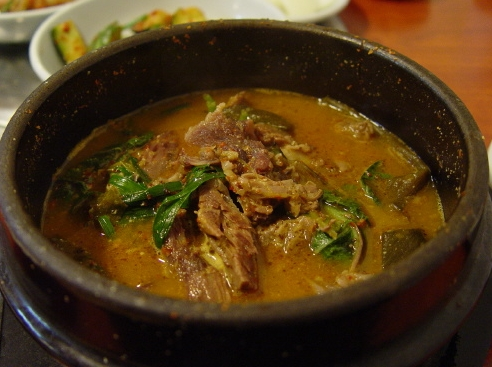
보신탕의 모습.

보신탕(補身湯, 문화어: 단고기국)은 개고기가 들어가는 탕의 한 종류이다. 개장국, 영양탕 또는 사철탕, 개장, 멍멍탕 등으로도 불린다. 이 음식은 정력 증강에 좋다는 믿음이 있다.
개고기와 함께, 된장이나 고추장을 풀어 국물에 파, 부추, 토란 줄거리, 고사리 중 한두가지를 가해 삶은 다음, 국물에 고기를 넣어 양념을 하고 밥을 말아 먹는 것이 일반적이다. 경상도 지방과 중국 교포들은 개장국을 끓일 때 옛 방식대로 방아잎을 넣어 개고기의 냄새를 없앤다고 하기도 한다.
옛 풍습에 따라 더위가 가장 심한 삼복(초복 ·중복 ·말복)에 먹는 음식 중 하나이다. 개장국에 따라 나오는 반찬은 김치, 풋고추, 오이 등이다.
개장국에서 유래한 요리로는 육개장이 있다. 이는 개장국에 개고기 대신에 쇠고기를 넣었기 때문에 그러한 이름이 붙여졌다.

## 보신탕의 어원
보신탕은 원래 몸을 보신하기 위해 먹는 탕을 일컫는 말이며 굳이 개장국을 일컫지는 않았다.
1984년 서울시는 올림픽 유치를 앞두고 개장국을 혐오식품으로 지정해서 판매를 금지했다. 보신탕, 영양탕, 사철탕이란 이름은 이때 혐오식품 단속을 피하기 위해 생긴 말이다. 따라서 이러한 호칭은 대한민국에서만 통용되는 말이며 조선민주주의인민공화국에서는 일반적으로 개고기가 단고기라고 불리기 때문에 개장국이라는 호칭과 함께 단고기탕이라는 호칭으로도 불린다.

## 같이 보기
- 개고기
- 육개장
- 삼복